# Collegio elettorale di Battipaglia (Senato della Repubblica)
Il collegio di Battipaglia fu un collegio elettorale uninominale della Repubblica Italiana per l'elezione del Senato della Repubblica. Apparteneva alla circoscrizione Campania e fu utilizzato per eleggere un senatore nella XII, XIII e XIV legislatura.
Venne istituito nel 1993 con la cosiddetta Legge Mattarella (Legge n. 276, Norme per l'elezione del Senato della Repubblica), attuata in seguito al referendum abrogativo del 1993. La legge istituì per la Camera dei deputati e per il Senato della Repubblica un sistema di elezione misto, in parte maggioritario e in parte proporzionale. Il 75% dei parlamentari dell'assemblea veniva eletto in collegi uninominali tramite sistema maggioritario a turno unico; il restante 25% al Senato veniva eletto tramite recupero proporzionale dei più votati non eletti attraverso un meccanismo di calcolo denominato "scorporo", cioè sottraendo dal conteggio dei voti totali di una lista nella parte proporzionale i voti ottenuti dai candidati collegati alla medesima lista che erano eletti nei collegi uninominali con il sistema maggioritario.
Il collegio venne abolito insieme a tutti gli altri che costituivano il Senato con la promulgazione della legge elettorale successiva, la cosiddetta Legge Calderoli. Questa prevedeva un sistema proporzionale con premio di maggioranza, che al Senato veniva attribuito a livello regionale.

## Territorio
Il collegio di Battipaglia era uno dei 22 collegi uninominali in cui era suddivisa la Campania e, come previsto dal D.Lgs. del 20 dicembre 1993 n. 535, era interamente compreso nella provincia di Salerno e comprendeva i seguenti comuni: Acerno, Albanella, Altavilla Silentina, Battipaglia, Bellizzi, Calvanico, Campagna, Capaccio Paestum, Castelnuovo di Conza, Castiglione del Genovesi, Colliano, Contursi Terme, Eboli, Fisciano, Giffoni Sei Casali, Giffoni Valle Piana, Laviano, Mercato San Severino, Montecorvino Pugliano, Montecorvino Rovella, Olevano sul Tusciano, Oliveto Citra, Palomonte, Pontecagnano Faiano, Postiglione, San Cipriano Picentino, San Mango Piemonte, Santomenna, Sicignano degli Alburni e Valva.

## Eletti
| Elezione | Elezione | Senatore         | Partito                     |
| -------- | -------- | ---------------- | --------------------------- |
|          | 1994     | Roberto Napoli   | Polo del Buon Governo (CCD) |
|          | 1996     | Roberto Napoli   | Polo per le Libertà (CCD)   |
|          | 1998     | Roberto Napoli   | L'Ulivo (UdR/UDEUR)         |
|          | 2001     | Gaetano Fasolino | Casa delle Libertà (FI)     |

## Dati elettorali

### XII legislatura
|                               | Roberto Napoli ✔️ Eletto | Polo del Buon Governo         | 48 855  | 36,11 |  |  |  |  |  |
|                               | Alberto Granese          | Progressisti                  | 39 745  | 29,38 |  |  |  |  |  |
|                               | Gioacchino Glielmi       | Patto per l'Italia            | 18 739  | 13,85 |  |  |  |  |  |
|                               | Carmelo Conte            | Unione Riformista Meridionale | 14 243  | 10,53 |  |  |  |  |  |
|                               | Camillo Catarozzo        | Unità Popolare                | 13 706  | 10,13 |  |  |  |  |  |
| Totale                        | Totale                   | Totale                        | 135 288 | 100   |  |  |  |  |  |
|                               |                          |                               |         |       |  |  |  |  |  |
| Voti non validi               | Voti non validi          | Voti non validi               | 19 313  | 12,49 |  |  |  |  |  |
| Votanti                       | Votanti                  | Votanti                       | 154 601 | 84,00 |  |  |  |  |  |
| Elettori                      | Elettori                 | Elettori                      | 184 041 |       |  |  |  |  |  |
|                               |                          |                               |         |       |  |  |  |  |  |
| Data: 27-28 marzo 1994        |                          |                               |         |       |  |  |  |  |  |
| Fonte: Ministero dell'interno |                          |                               |         |       |  |  |  |  |  |

### XIII legislatura
|                               | Roberto Napoli ✔️ Eletto   | Polo per le Libertà                | 59 974  | 43,32 |  |  |  |  |  |
|                               | Giovanni Iuliano ✔️ Eletto | L'Ulivo                            | 58 405  | 42,19 |  |  |  |  |  |
|                               | Antonio Garofalo           | Movimento Sociale Fiamma Tricolore | 9 363   | 6,76  |  |  |  |  |  |
|                               | Gennaro Rizzo              | Socialista                         | 8 546   | 6,17  |  |  |  |  |  |
|                               | Giuseppe Scarpetta         | Democrazia Sociale                 | 2 154   | 1,56  |  |  |  |  |  |
| Totale                        | Totale                     | Totale                             | 138 442 | 100   |  |  |  |  |  |
|                               |                            |                                    |         |       |  |  |  |  |  |
| Voti non validi               | Voti non validi            | Voti non validi                    | 15 607  | 10,13 |  |  |  |  |  |
| Votanti                       | Votanti                    | Votanti                            | 154 049 | 80,53 |  |  |  |  |  |
| Elettori                      | Elettori                   | Elettori                           | 191 288 |       |  |  |  |  |  |
|                               |                            |                                    |         |       |  |  |  |  |  |
| Data: 21 aprile 1996          |                            |                                    |         |       |  |  |  |  |  |
| Fonte: Ministero dell'interno |                            |                                    |         |       |  |  |  |  |  |

### XIV legislatura
|                               | Gaetano Fasolino ✔️ Eletto | Casa delle Libertà                   | 74 552  | 48,84 |  |  |  |  |  |
|                               | Roberto Napoli             | L'Ulivo                              | 51 205  | 33,54 |  |  |  |  |  |
|                               | Vincenzo Paudice           | Partito della Rifondazione Comunista | 7 614   | 4,99  |  |  |  |  |  |
|                               | Giuseppe Palo              | Democrazia Europea                   | 7 478   | 4,90  |  |  |  |  |  |
|                               | Gerardo Felice Parisi      | Lista Di Pietro                      | 5 313   | 3,48  |  |  |  |  |  |
|                               | Fulvio Caporale            | Fiamma Tricolore                     | 3 678   | 2,41  |  |  |  |  |  |
|                               | Donato Antonio Fiorillo    | Lista Pannella-Bonino                | 1 961   | 1,28  |  |  |  |  |  |
|                               | Massimo Russo De Cerame    | Forza Nuova                          | 848     | 0,56  |  |  |  |  |  |
| Totale                        | Totale                     | Totale                               | 152 649 | 100   |  |  |  |  |  |
|                               |                            |                                      |         |       |  |  |  |  |  |
| Voti non validi               | Voti non validi            | Voti non validi                      | 14 869  | 8,88  |  |  |  |  |  |
| Votanti                       | Votanti                    | Votanti                              | 167 518 | 81,48 |  |  |  |  |  |
| Elettori                      | Elettori                   | Elettori                             | 205 584 |       |  |  |  |  |  |
|                               |                            |                                      |         |       |  |  |  |  |  |
| Data: 13 maggio 2001          |                            |                                      |         |       |  |  |  |  |  |
| Fonte: Ministero dell'interno |                            |                                      |         |       |  |  |  |  |  |